# Stenbecksfären
Stenbecksfären, populärnamn för den företagsgrupp som drevs av den svenske mediemogulen Jan Stenbeck fram tills hans död år 2002. Företagsgruppen leds nu av Stenbecks dotter Cristina Stenbeck. Makten i Stenbecksfären utövas från börsnoterade holdingbolaget Kinnevik.